# 謝雷夫利科奇希薩爾

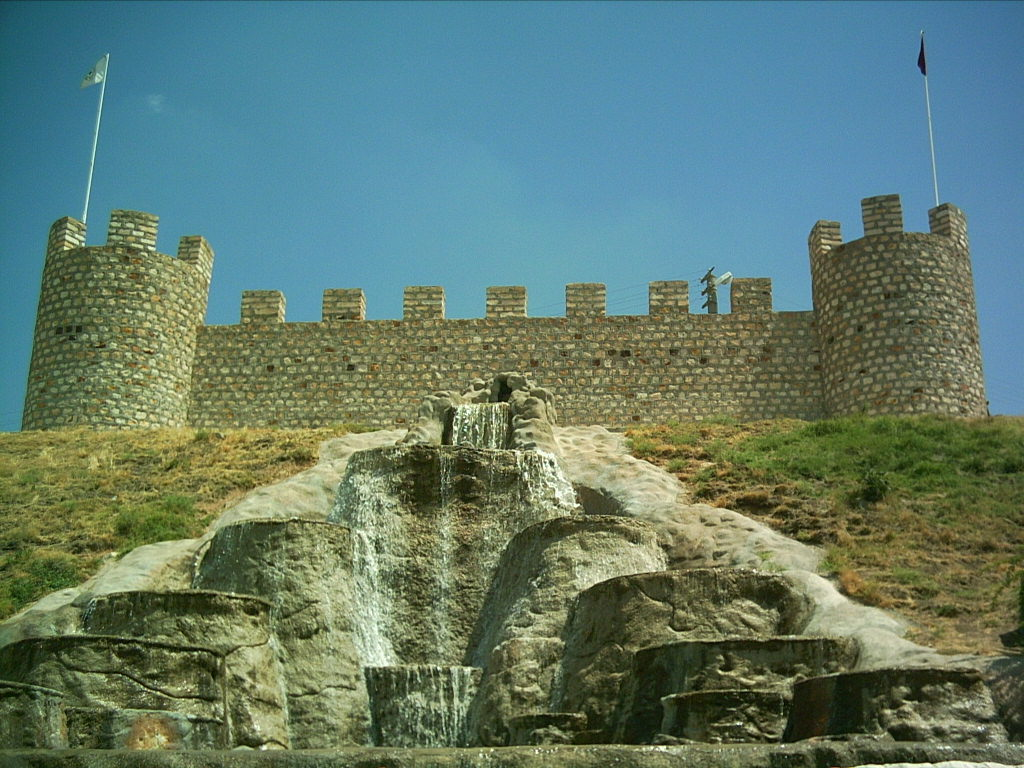

謝雷夫利科奇希薩爾是土耳其的城鎮，由安卡拉省負責管轄，位於該國北部，距離首府安卡拉148公里，面積2,034平方公里，海拔高度975米，2010年人口29,091。

## 外部連結
- District governor's official website（页面存档备份，存于） （土耳其文）
- District municipality's official website（页面存档备份，存于） （土耳其文）

38°56′40″N 33°32′31″E / 38.94444°N 33.54194°E